# 吳奇宸
吳奇宸，原名吳美儀，是一名中華民國舉重選手，她曾獲得1998年世界舉重錦標賽女子69公斤級銀牌、1997年東亞運動會舉重銀牌。吳美儀因藥檢呈陽性反應，無法參加2000年夏季奧林匹克運動會。